# Bhatwara
Bhatwara és un poble del districte de Baran a l'estat del Rajasthan, a uns 5 km de la ciutat de Mangrol.
És rellevant per la batalla que s'hi va lliurar el 1761 entre les forces del maharao de Kotah i un exèrcit del maharajà de Jaipur. Kotah va aconseguir la victòria i el pavelló de cinc colors de Jaipur fou capturat com a trofeu. La victòria fou deguda en gran part al valor i perícia de Zalim Singh (aleshores faujdar o fawjdar de Kotah) i va posar fi a la pretensió de Jaipur d'exercir la supremacia sobre Haraoti (els territoris dels hara rajputs: Kotah i Bundi).